# 市川正人
市川 正人（いちかわ まさと、1955年 - ）は、日本の法学者（公法学・憲法学）。専門分野は、表現の自由論、憲法訴訟論。立命館大学名誉教授。法学博士（京都大学・論文博士・2008年）。元司法試験考査委員（2002年～2007年、2021年～2023年）。静岡県出身。

## 学歴
- 1979年 - 京都大学法学部卒業[3]
- 1984年 - 京都大学大学院法学研究科（博士後期課程）学修認定退学
- 2008年 - 博士（法学）（京都大学）の学位を取得[2]

## 職歴
京都大学法学部助手、三重大学人文学部助教授を経て、
- 1994年10月 - 立命館大学教授

2004年4月‐立命館大学大学院法務研究科（法科大学院）教授
2004年4月～2010年3月 - 同研究科長

## 所属学会
- 全国憲法研究会（運営委員）
- 日米法学会
- 日本公法学会（理事）

## 著書
- 『基本講義 憲法〔第2版〕』（新世社 、2022年）
- 『表現の自由 「政治的中立性」を問う』（岩波新書、2024年）
- 『ケースメソッド憲法』（日本評論社、2009年第二版）
- 『プリメール憲法』（編著、法律文化社、2004年）
- 『表現の自由の法理』（日本評論社、2003年）
- 『現代の裁判』（共著、有斐閣、2008年第五版）

など